# NHL 플러스마이너스 상
NHL 플러스마이너스 상(영어: NHL Plus-Minus Award)은 내셔널 하키 리그 (NHL)의 상이었다. 매년 "최소 60경기 이상 플레이한 후 플러스/마이너스 통계 부문에서 리그 1위를 차지하는 선수"에게 수여됐었다. 2007-08 시즌을 끝으로 수여하지 않는다.